# Lamane
Lamane ou Laman (également Laam, ou Lam) – c'est-à-dire « maître de la terre » ou « chef propriétaire du sol » en langue sérère,, – désigne l'aristocratie terrienne, mais c'est aussi le titre des anciens rois sérères de Sénégambie, une région qui correspond au Sénégal et à la Gambie d'aujourd'hui ,. Avant de sous-groupes de Sérères ont migré du nord, maintenant dans Tekrour ainsi que de la Mauritanie, le Lamanes sérère, contrôlaient la terre ainsi que confirmé les affaires religieuses des Sérères à travers les Pangool (esprits ancestraux Sérères et des saints),.
Ce titre sérère a également été emprunté par les anciens rois des royaumes wolofs,. Le titre est parfois utilisé de manière interchangeable avec l'ancien titre Maat, Maad ou Mad (anciens rois sérères),. Ces lamanes pré-Guelwar ne doivent pas être confondus avec les lamanes post-Guelwar, après la bataille de Troubang en 1335 qui amena les Guelwar à venir se réfugier au Royaume du Sine. Les lamanes pré-Troubang (ou période pré-Guelwar) étaient des rois, tandis que les lamanes de l'après-Troubang étaient des chefs provinciaux simplement responsables devant le roi du Sine, du Saloum et du Baol,. Bien que le Lamanes après Troubang ont toujours été des descendants du anciens Sérère village et ville fondateurs (le Lamans originale), et leurs familles effet jugé les Royaumes du Sine, le Saloum et le Baol, etc., le pouvoir dont ils jouissaient auparavant que Lamans devenu diminuée après Troubang, mais étaient encore intitulé et composé de la classe de la noblesse terrienne. Bien que leur pouvoir était quelque peu diminuée, leur pouvoir économique et politique a été intimement liée à Sérère coutume, l'histoire Sérères ainsi que la Religion sérère. Comme tels, ils étaient extrêmement puissants si elle n'est pas comme les rois vrai après Troubang (1335), comme les gardiens des traditions sérères et des croyances. Ils étaient si puissants qu'ils pouvaient détrôner un monarque régnant s'ils se sentaient menacés,.

## Le Grand Conseil des Lamanes
Le Grand Conseil des Lamanes était un ancien Conseil composé de lamanes sérères (les rois et la noblesse terrienne) qui divisaient la Sénégambie en « lamanats » (provinces ou royaumes) qu'ils dominaient,. L'une de leurs attributions constitutionnelles consistait à entendre les affaires juridiques, à la manière d'une cour d'appel. Le premier roi Guelwar du Sine, Maissa Waly Dione communément appelé Maysa Wali Jon, fut conseiller juridique auprès de ce Conseil pendant 15 ans avant d'être élu roi du Sine. C'est ce Conseil qui avait donné asile à sa famille (les Guelwar) après leur défaite par la dynastie Ñaanco (en) du Kaabu au Troubang (une guerre dynastique entre les maisons royales de Guelwar et Ñaanco),.

## Lamanes sérères éminents

### Avant la bataille de Troubang (1335)
- Lamane Djigan Diouf (également Lamane Jegan Joof) - c. XIe siècle, fondateur et roi de Tukar et Njujuf, etc., originaire de Lambaye, qui fait maintenant partie du Sénégal. Son histoire et l'histoire de Tukar font partie du programme scolaire national au Sénégal[18],[19],[20].
- Lamane Diaw (ou Lamane Diao ou  Laman Jaw) , roi du Djolof, c1287[21],[2].

### Pendant et après la période Guelwar
- Lamane Pangha Yaya Sarr (XIVe siècle), lamane du Royaume du Sine et un adversaire idéal pour les Guelwar[16],[22].
- Lamane Diaga Dibor Ndofene Diouf, lamane de Tukar, le dernier lamane régnant depuis 2004[1].